# Éva Henger
Éva Henger (Győr, 2 november 1972) is een Hongaars-Italiaanse voormalig pornoactrice en model. Ze heeft ook in verscheidene filmkomedies gespeeld.
Henger won in 1989 op haar zeventiende de schoonheidswedstrijd Miss Teen Hongarije en in 1990 de titel Miss Alpe Adria in Oostenrijk. In 1990 verhuisde ze naar Italië, waar ze niet veel later de vriendin werd van de Italiaanse pornoacteur en producer Riccardo Schicchi. Het stel trouwde in 1994. Na zijn overlijden in 2012 hertrouwde ze. Henger kreeg naamsbekendheid door haar stripteases en optredens in pornografische films.

## Beknopte filmografie
- Peccati di gola (1997)
- A Song for Eurotrash (1998)
- Scacco alla regina (2001)
- E adesso sesso (2001)
- Tutti all'attacco (2005)
- Saturday Night Live from Milano (2006, tv-serie)
- Bastardi (2008)
- Torno a vivere da solo (2008)